# Дія групи Лі
У диференціальній геометрії, дія групи Лі на многовиді M є груповою дією для групи Лі G на M, що є диференційованим зображенням; зокрема, це неперервна групова дія. Разом з дією групи Лі на G, M називається G-многовидом. Орбітні типи G утворюють стратифікацію М, і це можна використовувати для розуміння геометрії М.
Нехай{\displaystyle \sigma :G\times M\to M,(g,x)\mapsto g\cdot x} є груповою дією. Це дія групи Лі, якщо вона диференційована. Таким чином, зокрема, зображення орбіти {\displaystyle \sigma _{x}:G\to M,g\mapsto g\cdot x}є диференційованим і можна розрахувати його диференціал на елементі ідентичності G:
{\displaystyle {\mathfrak {g}}\to T_{x}M}.
Якщо X знаходиться в {\displaystyle {\mathfrak {g}}}, то його зображення є дотичним вектором на x та, змінюючи x, отримуємо векторне поле на M; мінус цього векторного поля називається фундаментальним векторним полем, асоційованим з X та має позначення {\displaystyle X^{\#}}. (""Мінус" гарантує, що {\displaystyle {\mathfrak {g}}\to \Gamma (TM)} є гомоморфізмом алгебри Лі). Ядро зображення можна легко показати алгеброю Лі {\displaystyle {\mathfrak {g}}_{x}}стабілізатора {\displaystyle G_{x}} (який замкнений і, таким чином, є підгрупою Лі.)
Нехай {\displaystyle P\to M} основним G-зв'язком. Оскільки G має тривіальні стабілізатори у P, для u в P, {\displaystyle a\mapsto a_{u}^{\#}:{\mathfrak {g}}\to T_{u}P}- ізоморфізм на підпростір; цей підпростір називається вертикальним підпростором. Таким чином, фундаментальне векторне поле на P є вертикальним векторним полем..
Загалом, орбітальний простір {\displaystyle M/G} не допускає різноманітну структуру, оскільки, наприклад, він не може бути Гаусдорвовим. Крім того, якщо G - компактний то {\displaystyle M/G} Гаусдорфів простір  і якщо, крім того, дія є вільною, то,  {\displaystyle M/G} є многовидом (фактично, {\displaystyle M\to M/G}- основний G-зв'язкок.) Це наслідок теореми про фрагмент. Якщо "вільна дія" розслаблена до "кінцевого стабілізатора", то замість цього отримуємо стек фактор.
Підстановкою для побудови частки є борелівська конструкція з алгебраїчної топології: припустимо, що G компактний і нехай {\displaystyle EG} позначає універсальне розшарування, яке можна вважати многовидом, оскільки G компактний, і G діє на {\displaystyle EG\times M} по діагоналі; дія є вільною, оскільки вона є такою на першому факторі. Таким чином, можна сформувати фактор-множник {\displaystyle M_{G}=(EG\times M)/G}. Конструкція, зокрема, дозволяє визначити еквіваріантні когомології M; а саме, один набір
{\displaystyle H_{G}^{*}(M)=H_{\text{dr}}^{*}(M_{G})},
де права сторона позначає когомологію, що має сенс, оскільки {\displaystyle M_{G}} має структуру многовиду (таким чином існує поняття диференціальних форм).
Якщо G компактний, то будь-який G-многовид допускає інваріантну метрику; тобто, Ріманова метрика, щодо якої G діє на М, як ізометрія.